# Eublemma patula
Eublemma patula är en fjärilsart som beskrevs av Morrison 1875. Eublemma patula ingår i släktet Eublemma och familjen nattflyn. Inga underarter finns listade i Catalogue of Life.